# Podonectria bambusicola
Podonectria bambusicola är en svampart som först beskrevs av Rehm, och fick sitt nu gällande namn av Piroz. 1977. Podonectria bambusicola ingår i släktet Podonectria och familjen Tubeufiaceae.   Inga underarter finns listade i Catalogue of Life.